# オウゴンフウチョウモドキ
オウゴンフウチョウモドキ (学名 Sericulus ardens) は、スズメ目ニワシドリ科フウチョウモドキ属に分類される鳥類である。もともと、現在のSericulus aureusとまとめてSericulus aureusという1つの種とされていた。

## 形態
体長250-255mm。オスは頭部は朱色で体は黄金色、風切羽と尾と脚は黒色。メスはオリーブ色で腹部は黄色。

## 生態
果実や昆虫を食す。
小枝で2つの平行な壁からなるアベニュータイプのあずまやを作り、青色の木の実や葉や花などで装飾する。オスはメスが近寄ってくると、頭を横にひねり片方の翼を闘牛士の布のように広げ、爪先立ちをしてゆっくり体を持ち上げては小刻みに揺れながら姿勢を下げるという動作を繰り返す。

## 分布
ニューギニア島。低地の雨林に生息する。

## 参照
1. 1 2  “Flame Bowerbird (Sericulus ardens)”.  バードライフ・インターナショナル. 2020年12月22日閲覧。
2. 1 2 3 4 5 6  Rowland, Peter (2008). Bowerbirds. CSIRO Publishing. p. 119. ISBN 9780643094208
3. 1 2  “これまでの放送[027]幻の鳥　炎の舞に迫る　～ニューギニア島～│ワイルドライフ”.  NHK. 2020年12月22日閲覧。
4. 1 2  川上和人『世界の原色の鳥図鑑』エクスナレッジ、2017年、214頁。ISBN 978-4767823621。
5. 1 2  Gunton, Mike; Barrington, Rupert (2014). Life Story. Ebury Publishing. pp. 302-309. ISBN 9781448142859